# Zwerg-Brahma
Die Zwerg-Brahmas sind eine alte, erzüchtete Hühnerrasse. Sie wurden nach einem gescheiterten Versuch in England letztlich in Deutschland aus der Großrasse und anderen Zwergrassen erzüchtet.

## Geschichte
Im Jahr 1887 versuchte W.F. Entwisle in England, Brahma-Hühner zu verzwergen, scheiterte aber an deren Größe. 1889 schaffte dies L. Neubert aus Sachsen. Er nutzte dazu die Großrassen Federfüßige Zwerghühner und Seidenhennen, um zuerst die „Hellen“ (weiß-schwarzcolumbia) und 1891 die „Dunklen“ (gelb-schwarzcolumbia) zu erzüchten.
Mittlerweile werden die Zwerg-Brahmas in Deutschland in zwölf anerkannten Farbschlägen gezüchtet:
- weiß-schwarzcolumbia,
- weiß-blaucolumbia
- gelb-schwarzcolumbia,
- gelb-blaucolumbia
- silberfarbig-gebändert,
- rebhuhnfarbig-gebändert,
- blau rebhuhnfarbig-gebändert,
- blau silberfarbig gebändert mit orangerücken

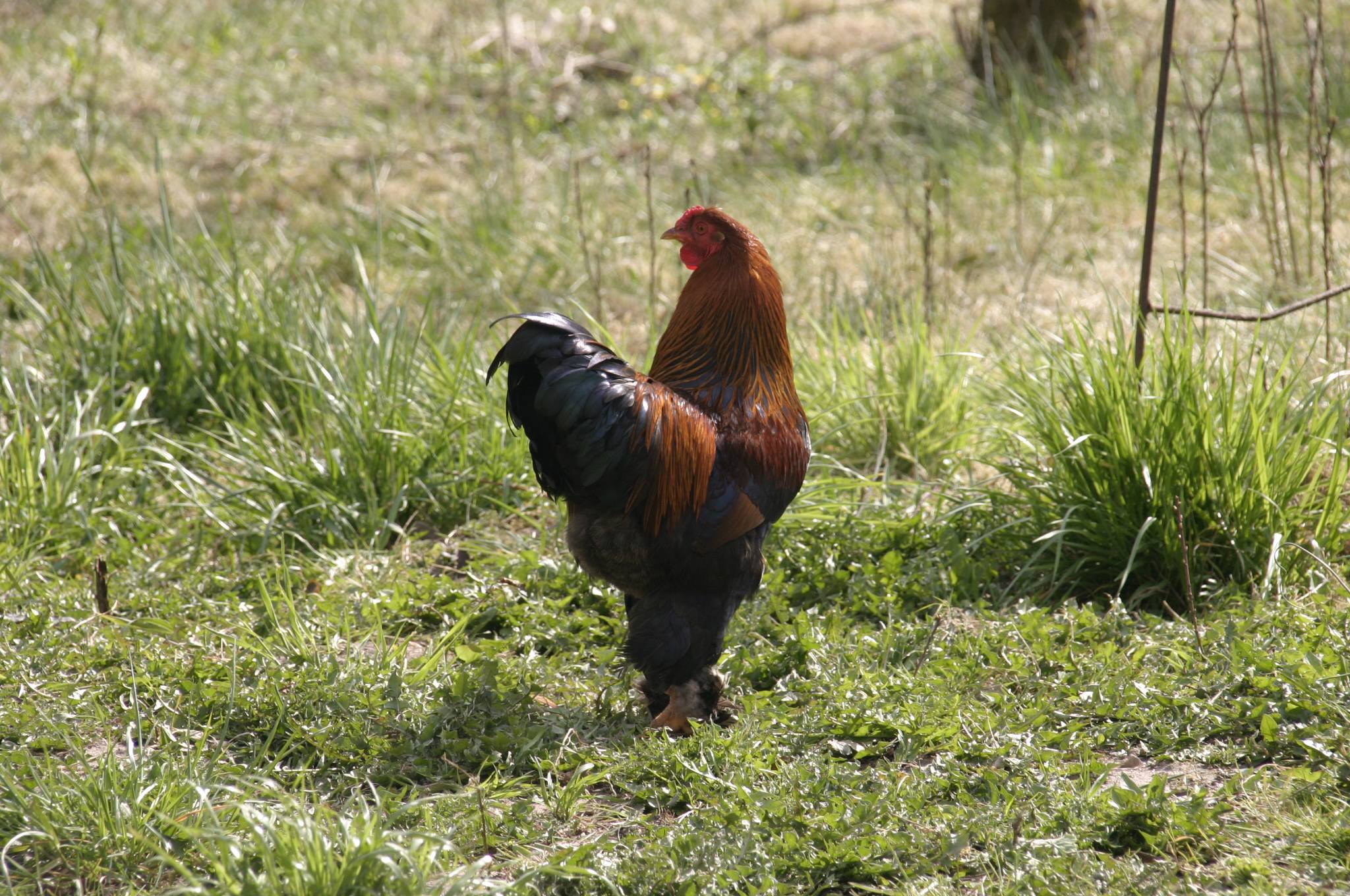
Zwerg-Brahma Hahn

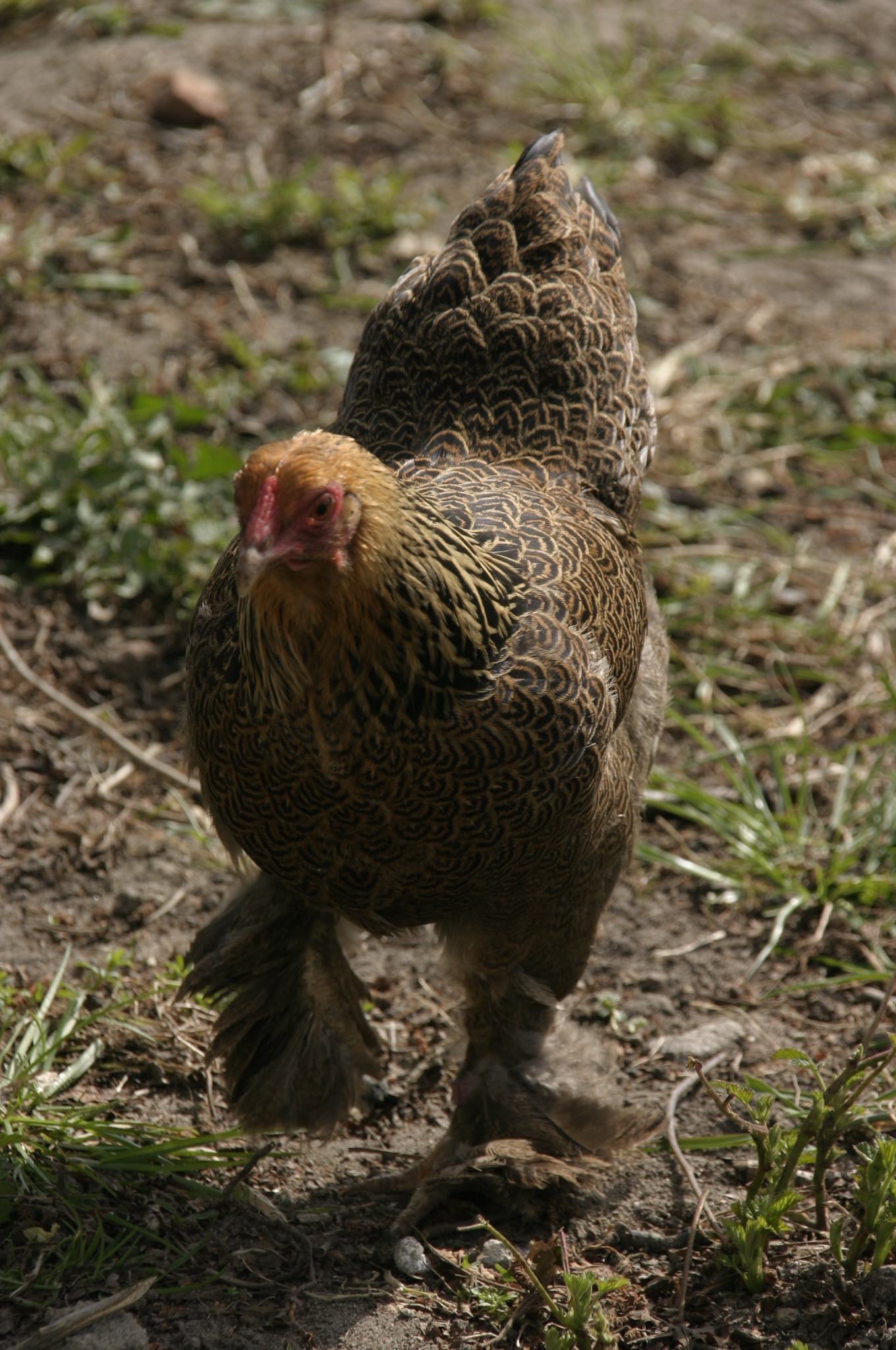
Zwerg-Brahma Henne

- schwarz
- Isabellfarbig-gebändert
- blau
- weiß

## Erscheinungsbild
Die Zwerg-Brahma Hühner sind mit die größten bekannten Zwerg-Hühner.
Rassemerkmale der Zwerg-Brahmas sind:
- voluminöser Körper durch breiten Rücken und Schultern
- hoch getragene, breite, volle und gerundete Brust
- ausgerundete Rückenlinie mit gerade ansteigender Schwanzbefiederung hinter dem breiten Sattel
- mit Flaumfedern ausgefüllte, dachförmig angeordnete Steuerfedern
- stulpenartig befiederte Schenkel, an den Seiten bis zu den Mittel- und Außenzehen befiederte Läufe
- hoher Stand
- kleiner, dreireihiger Erbsenkamm
- kleine Kehllappen und Kehlwamme, rote Ohrlappen
- orangerote bis rote Augen

## Besonderheiten

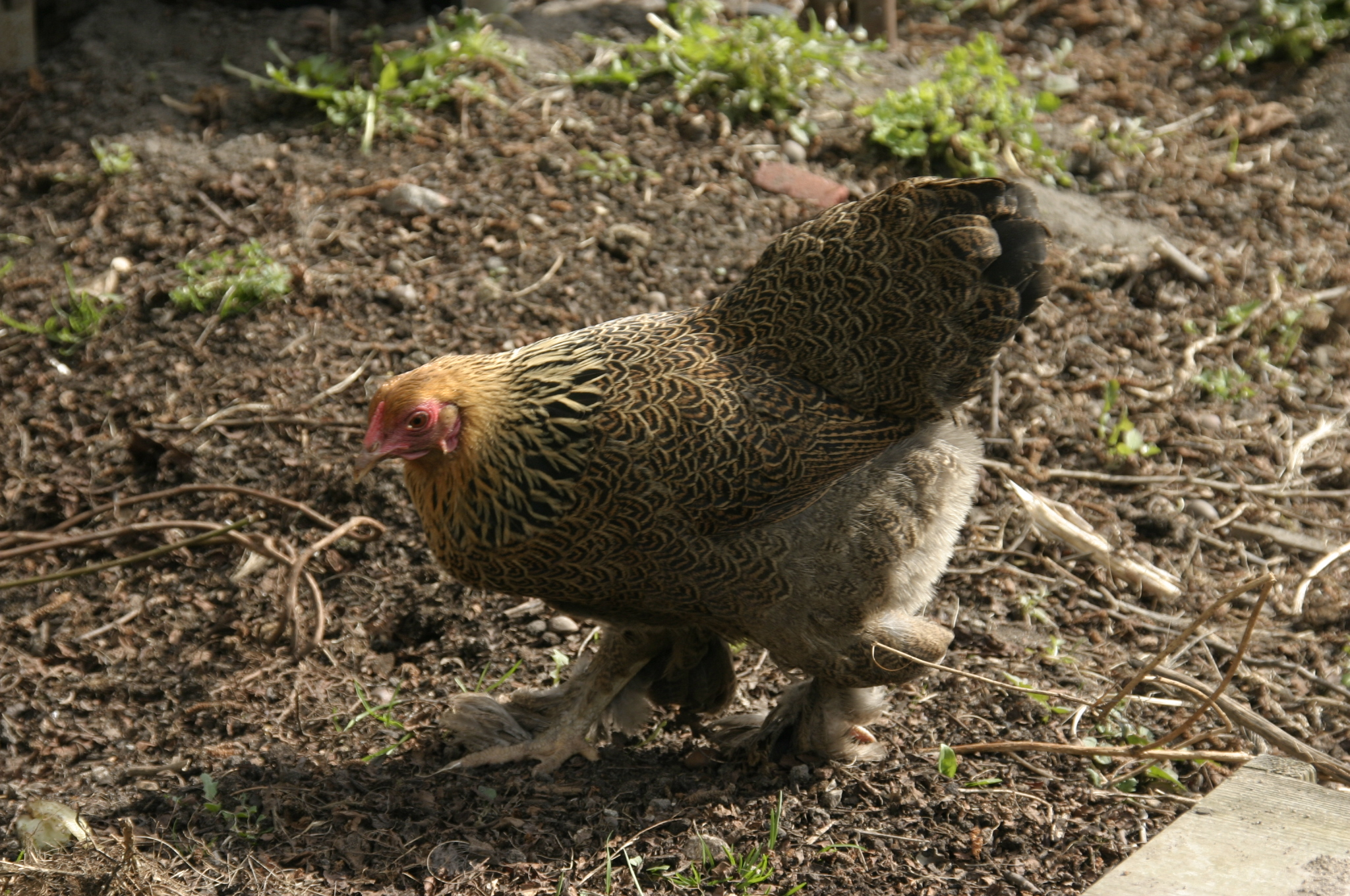
Zwerg-Brahma Henne

Die Zwerg-Brahmas legen kleinere Eier als normale Haushühner.
Eine weitere Besonderheit sind die Federn an den Läufen, die vorwiegend an den Außenseiten der Läufe zur Seite wachsen. Die Zwerg-Brahmas haben einen kleinen Kamm.
Diese Hühnerrasse zeichnet sich durch einen sehr ruhigen Charakter aus. Die Küken sollten im Frühjahr schlüpfen, da sie langsam wachsen und ebenso langsam befiedern.
Die Rassebetreuung wird in Deutschland durch den Sonderverein der Cochin-, Brahma- und Zwerg-Brahma – Züchter angeboten.

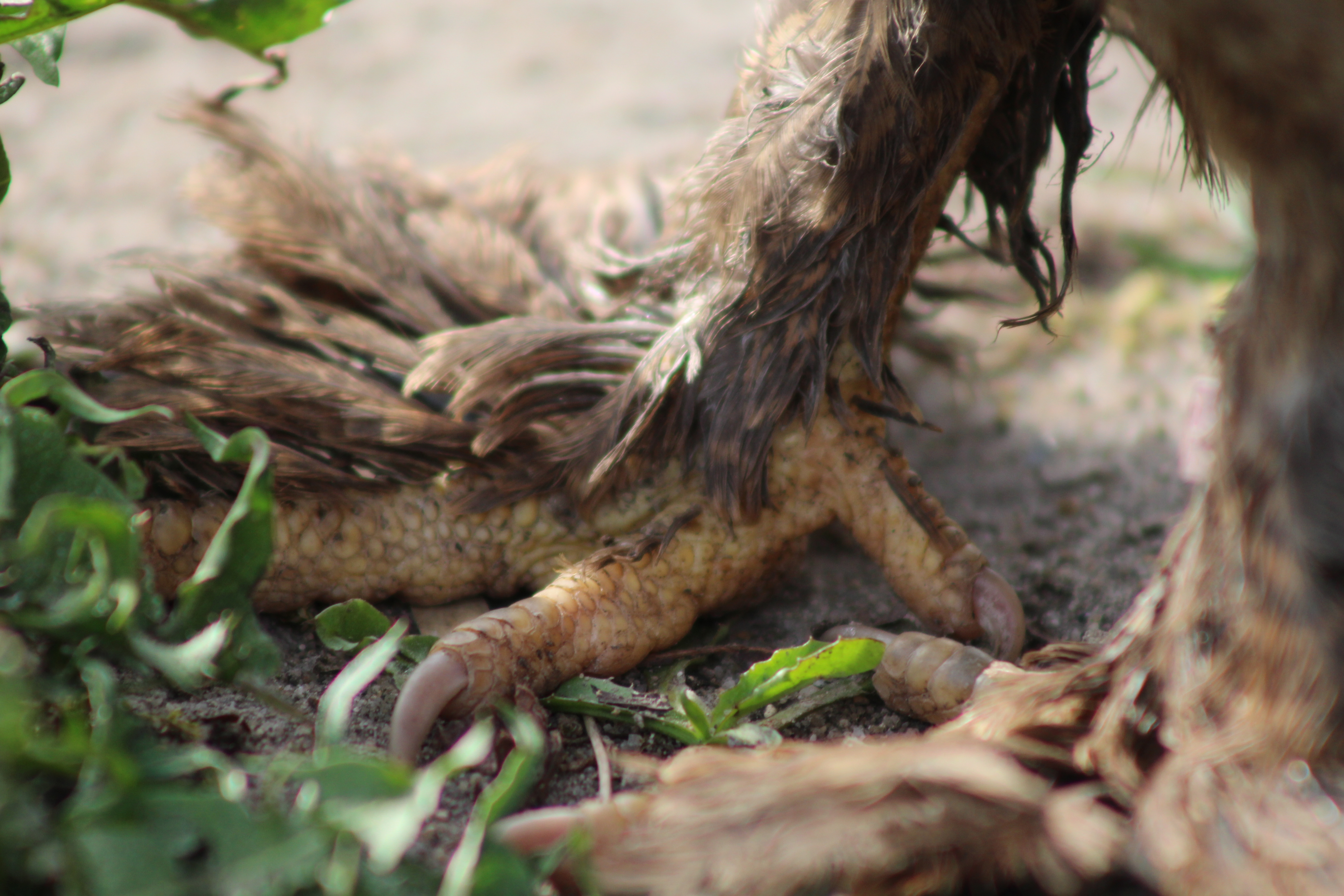
Befiederte Zehen einer Zwerg-Brahma Henne

Ringgrößen: Hahn: 18, Henne: 16